# Hauptverwaltung Verlage und Buchhandel
Die Hauptverwaltung Verlage und Buchhandel (HV) im Ministerium für Kultur war die dritte Ebene einer Entscheidungshierarchie für die Buchproduktion und -distribution der DDR, verantwortlich für die Zuteilung von Druckpapier und die Zensur von Bucherzeugnissen.

## Zensurbehörde
Die „Hauptverwaltung Verlage und Buchhandel“ ging 1963 aus der ab 1958 als „Abteilung für Literatur und Buchhandlung“ geführten „Hauptverwaltung Verlagswesen“ hervor. Bis 1956 wurde sie als „Amt für Literatur und Verlagswesen“ geführt und siedelt sich im Ministerium für Kultur an. Zuständiger Staatssekretär und somit stellvertretender Minister im Ministerium für Kultur war Erich Wendt.
Aufgrund der Verordnung über die Entwicklung fortschrittlicher Literatur war die HV zuständig für das Druckgenehmigungsverfahren, die Zuteilung der Papierkontingente sowie die Genehmigung der Verlagsprogramme. Als oberste Zensurbehörde in Sachen Literatur hatte sie das letzte Wort und urteilte über die Erfüllung der politisch-ideologischen Vorgaben. Die HV erhielt somit als Einflussbereich den gesamten Buchhandel und die Auslieferung Leipziger Kommissions- und Großbuchhandel (LKG).
Die Institutionen der SED kontrollierten, korrigierten und entwarfen die einzelnen Handlungen der HV. Die Vermischung von Partei, Staat und Wirtschaft bewirkte, dass dieser Steuerungszentrale das Sekretariat des ZK der SED und auf oberster Ebene das Politbüro der SED vorgeschaltet waren. Das Politbüro der DDR legte neben den Aufgaben der HV die strategischen Vorgaben für die inhaltliche und organisatorische Gestaltung fest. Der Ministerrat der DDR regelte diese Aufgaben und Verordnungen per Gesetz.
Die HV wurde am 1. Januar 1963 gegründet. Die Befugnisse der HV wurden 1962 vom Ministerium für Kultur entwickelt und dem Politbüro der SED vorgelegt. Ein folgender Politbürobeschluss legte die Steuerungskompetenz im staatlichen Bereich für die Buchproduktion verbindlich fest. Die wirtschaftliche, kulturpolitische und ideologische Kontrolle und Steuerung der Verlage sollte durch diese neue Institution zusammengeführt werden. Zudem sollte eine selbständige Profilierung, speziell bei Belletristik, unterbunden werden und Konkurrenz zwischen den Verlagen verhindert werden.
Ihre Hauptaufgaben umfassten:
- Zensur: die HV hatte das letzte Wort bei der Druckgenehmigung und beurteilte, ob Bücher den politisch-ideologischen Vorgaben entsprachen;
- Planung: dHV gab den Rahmen für die Buchproduktion vor, einschließlich der Themenplanung der Verlage;
- Kontrolle: Sie übte die wirtschaftliche, kulturpolitische und ideologische Kontrolle über die Verlage aus;
- Steuerung: Sie lenkte die Verlage, um eine "selbständige Profilierung" zu verhindern und Konkurrenz zu vermeiden.

Leiter der HV waren Bruno Haid (1963–1973), Klaus Höpcke (1973–1989) und Karlheinz Selle (1989–1990). Sie trugen eine erhebliche Verantwortung für das Schicksal von Manuskripten und die Karrieren der Autoren, hatten die Befugnis, über die Druckgenehmigung von Büchern zu entscheiden.
- Bruno Haid (stellvertretender Kulturminister) war verantwortlich für die ideologische Ausrichtung der Verlage und die strategische Zuteilung von Druckpapier, einem mächtigen Zensurinstrument. Er griff persönlich in die Manuskriptbeurteilung ein und revidierte diese.
- Klaus Höpcke (ebenfalls stellvertretender Kulturminister) setzte Haids Politik fort und war maßgeblich an der "zentral gelenkten Kulturpolitik" beteiligt. Seine Entscheidungen, wie die Druckerlaubnis für Volker Brauns "Hinze-Kunze-Roman" im Jahr 1985, konnten sogar zu disziplinarischen Konsequenzen für ihn selbst führen.
- Karlheinz Selle übernahm die Leitung in der späten Phase der DDR (1989–1990), als die Zensurmaßnahmen bereits gelockert wurden.

## Industriezweig-Leitung
Als „Industriezweigleitung“ mit einem zentralen staatlichen Plan, waren der HV bestimmte Verlage und der Buchhandel in der DDR unterstellt. Dazu gehörten Verlage der Massenorganisationen, wie der Aufbauverlag (Deutscher Kulturbund), der Verlag Kultur und Fortschritt (Gesellschaft für Deutsch-Sowjetische Freundschaft) und der Verlag Neues Leben (FDJ), sowie die parteieigenen Verlage, z. B. Verlag Volk und Welt, Mitteldeutscher Verlag Halle, Rütten & Loening Berlin, Volksverlag Weimar, Das Neue Berlin, Kinderbuchverlag Berlin, Urania Verlag Leipzig, Verlag Die Wirtschaft Berlin, Henschel Verlag und der Eulenspiegel-Verlag.
Aufgabe war es, die Produktion und Distribution von Büchern und Broschüren zu planen, abzurechnen und statistisch festzuhalten. Ressourcen, Kosten, Arbeitskräfte, Warenproduktion und Absatz wurden über „Verflechtungsbilanzen“ abgestimmt. Als Vertretung gegenüber der Abteilung Holz, Papier, Polygraphie des Volkswirtschaftsrates stimmte die HV Produktionsfragen und Bilanzen der unterstellten Betriebe ab. Der Volkswirtschaftsrat musste seinerseits Bilanzen erstellen. Die HV gab durch ihre Planung den Rahmen vor, innerhalb dessen die einzelnen Verlage Verträge mit Druckereien, Bindereien und dem Zwischenbuchhandel abschlossen.

## Zusammenarbeit der HV mit Lektoren, Gutachtern und dem MfS
Die Hauptverwaltung Verlage und Buchhandel (HV) arbeitete eng mit verschiedenen Akteuren zusammen, um die lückenlose Kontrolle und Zensur im Buchwesen der DDR sicherzustellen. Diese Zusammenarbeit erstreckte sich über die Verlagsebene bis hin zum Ministerium für Staatssicherheit (MfS), was ein komplexes Netz der Überwachung und Lenkung schuf.

### Die Rolle von Lektoren und Gutachtern
Innerhalb der Verlage spielten die Lektoren eine entscheidende Rolle als „Vorzensoren“. Ihre Aufgabe war es, Manuskripte nicht nur auf literarische Qualität, sondern vor allem auf ihre politisch-ideologische Konformität zu prüfen. Sie waren die erste Filterebene. Oft entwickelten Lektoren eine sogenannte "Schere im Kopf" – eine Form der Selbstzensur, um von vornherein Konflikte mit der HV oder der Partei zu vermeiden.
Darüber hinaus wurden externe Gutachter, oft Literaturwissenschaftler oder linientreue Schriftsteller, hinzugezogen, um Manuskripte aus ideologischer Sicht zu bewerten. Ihre Expertisen konnten maßgeblich darüber entscheiden, ob ein Werk überhaupt eine Chance auf Veröffentlichung hatte. Die HV nutzte diese Gutachten als Grundlage für ihre Entscheidungen.

### Die Einflussnahme des Ministeriums für Staatssicherheit (MfS)
Das Ministerium für Staatssicherheit (MfS), die gefürchtete Staatssicherheit der DDR, war ebenfalls tief in das System der Buchzensur involviert. Es übte seinen Einfluss über verschiedene Kanäle aus.
Das MfS hatte ein weit verzweigtes Netz von Inoffizielle Mitarbeiter (IMs), die auch in Verlagen, Druckereien und sogar innerhalb der HV selbst platziert waren. Diese IMs lieferten Informationen über Autoren, Lektoren und die Inhalte von Manuskripten. Sie überwachten „systemfeindliche“ Tendenzen und berichteten über jede Abweichung von der Parteilinie.
Abteilung XX: Spezielle Abteilungen des MfS, wie die Abteilung XX (Kultur), waren direkt für die Überwachung des Kulturbereichs zuständig. Sie analysierten die Inhalte von Büchern und die Aktivitäten von Kulturschaffenden, um mögliche Gefahren für das System zu erkennen und zu unterbinden.
Repressive Maßnahmen: Das MfS war für die Einleitung repressiver Maßnahmen verantwortlich, wenn Zensur nicht ausreichte. Dies konnte von Einschüchterung und Zersetzung der Betroffenen bis hin zu Berufsverboten, Verhaftungen oder Zwangsausbürgerungen reichen.